# Cyrtauchenius walckenaeri
Cyrtauchenius walckenaeri är en spindelart som först beskrevs av Lucas 1846.  Cyrtauchenius walckenaeri ingår i släktet Cyrtauchenius och familjen Cyrtaucheniidae. Inga underarter finns listade i Catalogue of Life.